# اولاد تایمه
اولاد تایمه (به فرانسوی: Oulad Teima) در مراکش با جمعیت ۶۶٬۱۸۳ نفر است که در سوس ماسه درعه واقع شده‌است.